# Мальовишки езера
Мальовишките езера е група от три езера в Северозападна Рила, разположени терасовидно в югозападната част на Мальовишкия циркус, в южната част на склоновата заравненост Мальово поле. Заградени са от върховете Малка Мальовица и Орлето на югоизток, Мальовица на юг, Ушите и част от рида Калбура на запад. Разположени са едно под друго в посока от югозапад на североизток на протежение от 300 m.
От най-горното езеро изтича поток, който минава последователно през останалите две и продължава в посока север-североизток, представлявайки ляв приток на река Мальовица, която се влива отдясно в река Черни Искър.
- Най-югозападното, Горното Мальовишко езеро, е второ по големина, има удължена форма с размери 90 на 40 m, разположено е на 2368 m н.в. и 42°10′41″ с. ш. 23°21′51″ и. д. / 42.178056° с. ш. 23.364167° и. д.[1] Дълго е 97 m, широко до 35 m, а дълбочината му е 3,1 m. Обхваща 3,4 декара водна площ, а обемът му е 5500 m³. Брегът му е стръмен и покрит с едри каменни блокове, сред които е скрит и оттокът му.[2]

- Средното езеро е на 125 m североизточно от горното и е на 2355 m н.в., 42°10′46″ с. ш. 23°21′57″ и. д. / 42.179444° с. ш. 23.365833° и. д. То е най-малкото в групата, с размери 40 на 40 m.[1] Също така е и най-плиткото – средната му дълбичина е 0,4 m, а най-голямата – 1,1 m, поради което водният му обем достига едва 1000 m³ при площ на водната повърхност 2,6 декара.

- Долното езеро е разположено на 70 m североизточно от второто, на 2336 m н.в. и 42°10′49″ с. ш. 23°22′01″ и. д. / 42.180278° с. ш. 23.366944° и. д. То е най-голямото, с удължена форма, с размери 120 на 50 m и дълбочина от 5,4 m.[1] Обхваща 5 декара водна площ, а обемът му е 7000 m³. Подхранва се от горните две езера и от преспите под връх Орлето. Оттокът на езерото е скрит сред едрите камъни, а началото на потока, който отводнява тази част на Мальовишкия циркус, се оформя по-ниско в склона над долината на река Мальовица.[2]

## Галерия
- Долно Мальовишко езеро с върховете Мальовица, Орлето и Малка Мальовица
- Средно Мальовишко езеро с връх Ушите
- Горно Мальовишко езеро
- Мальовишкият циркус, североизточната част